# Flickorna i Åre
Flickorna i Åre är en svensk-dansk lustspelsfilm från 1920 regisserad av Lau Lauritzen.

## Handling
Amalia är hushållerska hos Nilsson, de blir ovänner och hon lämnar honom. Han anställer i stället en betjänt och bestämmer sig för att gifta sig och reser till Åre för att hitta sin blivande hustru. Han anordnar en tävling för damer där han själv är förstapriset. En av deltagarna är Amalia.

## Om filmen
Filmen premiärvisades 6 december 1920 på Palladiumbiograferna i Göteborg, Malmö och Stockholm. Filmen spelades in vid Skandinavisk Filmcentrals ateljéer Hellerup Danmark samt med exteriörscener från Åre och Köpenhamn. Parallellt med inspelningen av filmen spelades även Kärlek och björnjakt in med Axel Hultman i huvudrollen.

## Rollista i urval
- Axel Hultman - C.A. Nilsson, f.d. revisor
- Kate Fabian - Amalia Johansson, hans hushållerska
- Aage Bendixen - stadsbud
- Sie Holmquist - Stina
- Ture Marcus - hotellvärd